# 125th Street (stacja metra na Lexington Avenue Line)
125th Street – stacja początkowa metra nowojorskiego, na linii 4, 5 i 6. Znajduje się w dzielnicy Manhattan, w Nowym Jorku i zlokalizowana jest pomiędzy stacjami 138th Street – Grand Concourse, Third Avenue – 138th Street i 116th Street. Została otwarta 17 lipca 1918.